# Alejandro Pérez Lugín
Alejandro María de las Mercedes Pérez García Lugín (Madrid, 22 febbraio 1870 – La Coruña, 5 settembre 1926) è stato uno scrittore, giornalista e regista spagnolo.

## Biografia
Trascorre la propria infanzia nella capitale spagnola, dove era nato da Antonio Pérez Serrano, originario di Cabra (Cordova) e da Maria Josefa del Carmen García Lugín y Castro, di Santa Maria del Camino (Santiago de Compostela).
Nel 1883 si trasferisce con la famiglia nel capoluogo gallego, dove, mentre i genitori gestiscono il laboratorio di confezioni El Buen Gusto, nel 1885 termina gli studi superiori iniziati a Madrid nell'Istituto Cisneros.
Si iscrive alla locale Facoltà di Diritto, dove nel 1891 consegue la laurea.
Questi anni universitari si riveleranno fondamentali per la sua formazione ed egli riporterà gran parte delle esperienze vissute in questo periodo nella sua prima opera letteraria. Nello stesso periodo inizia a collaborare con vari giornali locali, tra i quali El pensamiento gallego. Nel 1888 subisce la perdita della madre.
Tornato a Madrid nel 1893, inizia ad esercitare la professione di avvocato, che si rivela però presto priva di soddisfazioni, portandolo a preferire un impiego ministeriale. Successivamente troverà lavoro come rappresentante per una ditta di esplosivi, un impiego migliore anche dal punto di vista economico e che lo porterà spostersi continuamente per tutto il paese; proprio grazie a ciò, durante un incarico a Valencia, conosce colei che diventerà sua moglie, Elvira Consuelo Sanz y Gómez.
Spinto dall'amore per la scrittura inizia poi a lavorare come giornalista per varie testate, raccogliendo via via, sempre maggior consensi da parte del pubblico e sviluppando così una felice carriera che lo porta a scrivere per il giornale La Tribuna.

## Il successo letterario
Nel 1915 esce la sua opera, La casa de la Troya, che riceve immediatamente una buona accoglienza da parte del pubblico. A diffondere questa popolarità contribuisce anche l'accusa, presto smentita grazie ad un processo, del giornalista José Signo de La concordia, una testata di Vigo, di aver plagiato un'opera di Camilo Bargiela.
Tuttavia ciò gli dà l'impulso per mettersi subito al lavoro ad un altro romanzo, Currito de la Cruz, che, dato alle stampe nel 1921, si rivela subito un altro successo.
Allo stesso tempo porta avanti anche la professione giornalistica, che contribuisce a mantenere grande la sua popolarità; in questo periodo, per El Debate, pubblica un reportage sulla guerra del Marocco, dove era inviato.
Proprio durante questa esperienza realizza alcuni documentari che dimostrano come fosse già attratto dai mezzi cinematografici.
Infatti successivamente inizia a dedicarsi a portare sul grande schermo i suoi primi romanzi, mettendo in secondo piano la produzione letteraria.
Tale opera risulta così gravosa da indebolire gravemente lo scrittore, che nel maggio 1926, a Siviglia, contrae il tifo.
Parzialmente ristabilitosi decide dapprima di tornare a Madrid e poi di trasferirsi nella sua casa de El Burgo, vicino a La Coruña.
La sua salute è ormai compromessa e le sue condizioni vanno peggiorando fino a che il 5 settembre muore, circondato dalla propria famiglia e dai propri amici. Alle cerimonie funebri, organizzate con fasto dalle autorità locali, parteciparono numerosissime persone, e lo scultore gallego Santiago Rodríguez Bonome realizzò la statua che è adagiata sulla sua tomba.
Lo scrittore lasciò una somma a disposizione della Associazione della stampa de La Coruña, in modo che fosse creato un premio annuale a suo nome, che ancora oggi esiste, per il miglior articolo inedito scritto in Galizia.
La sua morte lasciò incomplete due sue opere, La Virgen del Rocío ya entró en Triana e Arminda Moscoso che furono poi completate grazie alle rivelazioni della vedova dello scrittore.

## Opere
Romanzi
- 1915 - La casa de la Troya
- 1921 - Currito de la Cruz
- 1928 - Arminda Moscoso
- 1929 - La virgen del Rocio ya entró en Triana

Opere narrative e giornalistiche
- 1911 - El torero artista: Rafael Goméz ("Gallito") (Apuntes para la historia)
- 1912 - De Titta Ruffo a La Fons, pasando por Machaquito. Notas de un reporter I
- 1914 - ¡¡¡Ki Ki Ri Kí!!! Los "Gallos", sus rivales y "su" prensa
- 1917 - La Amiga del Rey. Las Tiples. Romanones. La Vicaría... Notas de un reporter II
- 1922 - La corredoira y la Rúa
- 1923 - Albanzas de "La mejor ciudad". Sevilla es un beso de Dios y la Cátedra de Sevilla

Opere cinematografiche
- 1922 - España en el Rif. Reportajes
- 1924 - La casa de la Troya
- 1925 - Currito de la Cruz